# Anne Kjersti Kalvå
Anne Kjersti Kalvå, född 5 juni 1992 i Trøndelag i Norge, är en norsk längdskidåkare. Hon tävlar för Lundamo IL. Hennes främsta individuella merit är silver på 30 km under VM 2023. Hon körde också sistasträckan i det norska lag som lite oväntat vann VM-guld i samma VM. Hon gjorde sin världscupdebut i mars 2013 då hon kom på plats 51 i sprint i Drammen. Kalvå deltog i Tour de Ski första gången i december 2017.
Anne Kjersti är kusin till Marit Bjørgen.